# Rushall (West Midlands)
Rushall – osada w Anglii, w hrabstwie West Midlands, w dystrykcie Walsall. Leży 2,7 km od miasta Walsall, 14,5 km od miasta Birmingham i 176,6 km od Londynu. W 1951 roku civil parish liczyła 4794 mieszkańców. Rushall jest wspomniana w Domesday Book (1086) jako Rischale.